# Дібрівка (Синельниківський район)
Дібрі́вка — село у Синельниківському районі Дніпропетровської області. Входить до складу Васильківської селищної громади. Населення становить 238 осіб. До 2018 року орган місцевого самоврядування — Письменська селищна рада.

## Історія
12 червня 2020 року, відповідно до розпорядження Кабінету Міністрів України № 709-р від «Про визначення адміністративних центрів та затвердження територій територіальних громад Дніпропетровської області», увійшло до складу Васильківської селищної громади.
19 липня 2020 року, під час адміністративно-територіальної реформи та ліквідації Васильківського району, село увійшло до складу  новоутвореного Синельниківського району.

## Географія
Село Дібрівка розташоване на заході Синельниківського району, за 3,5 км від правого берега річки Середня Терса. На півдні межує з селом Іванівське, на сході з смт Письменне, на півночі з селом Солонці та на заході з селом Луб'янці.
Поруч проходить залізниця, станція Письменна за 1 км. Селом тече Балка Киршивська.

## Постаті
- Мисочка Віктор Олександрович (1976—2022) — старший сержант Збройних сил України, учасник російсько-української війни.